# Wielka Gra
Wielka gra (ang. The Great Game, ros. Большая игра) – termin używany na określenie rywalizacji między Imperium Brytyjskim a Imperium Rosyjskim w XIX wieku o wpływy na Bliskim Wschodzie i w Azji Środkowej – głównie na terenie obecnych Iranu, Afganistanu i Pakistanu, a także Tybetu.
Rywalizacja miała charakter zarówno wojskowy (choć nie doszło do bezpośredniego starcia brytyjsko-rosyjskiego), jak i dyplomatyczny. Koncepcje przedstawiające wielką grę jako konflikt przede wszystkim wywiadów obu państw nie znajduje potwierdzenia w źródłach.
Jako orientacyjne daty początku i końca wielkiej gry przyjmuje się Traktat z Gulistanu z 1813 r. (kończący wojnę rosyjsko-perską i stanowiący o przyłączeniu obecnego Azerbejdżanu do Rosji) i porozumienie rosyjsko-angielskie z 1907 r., które podzieliły strefy wpływów w Azji Środkowej. Europejskim konfliktem powiązanym z wielką grą była wojna krymska (1853-1856) między Wielką Brytanią, Francją i Imperium Osmańskim a Rosją.

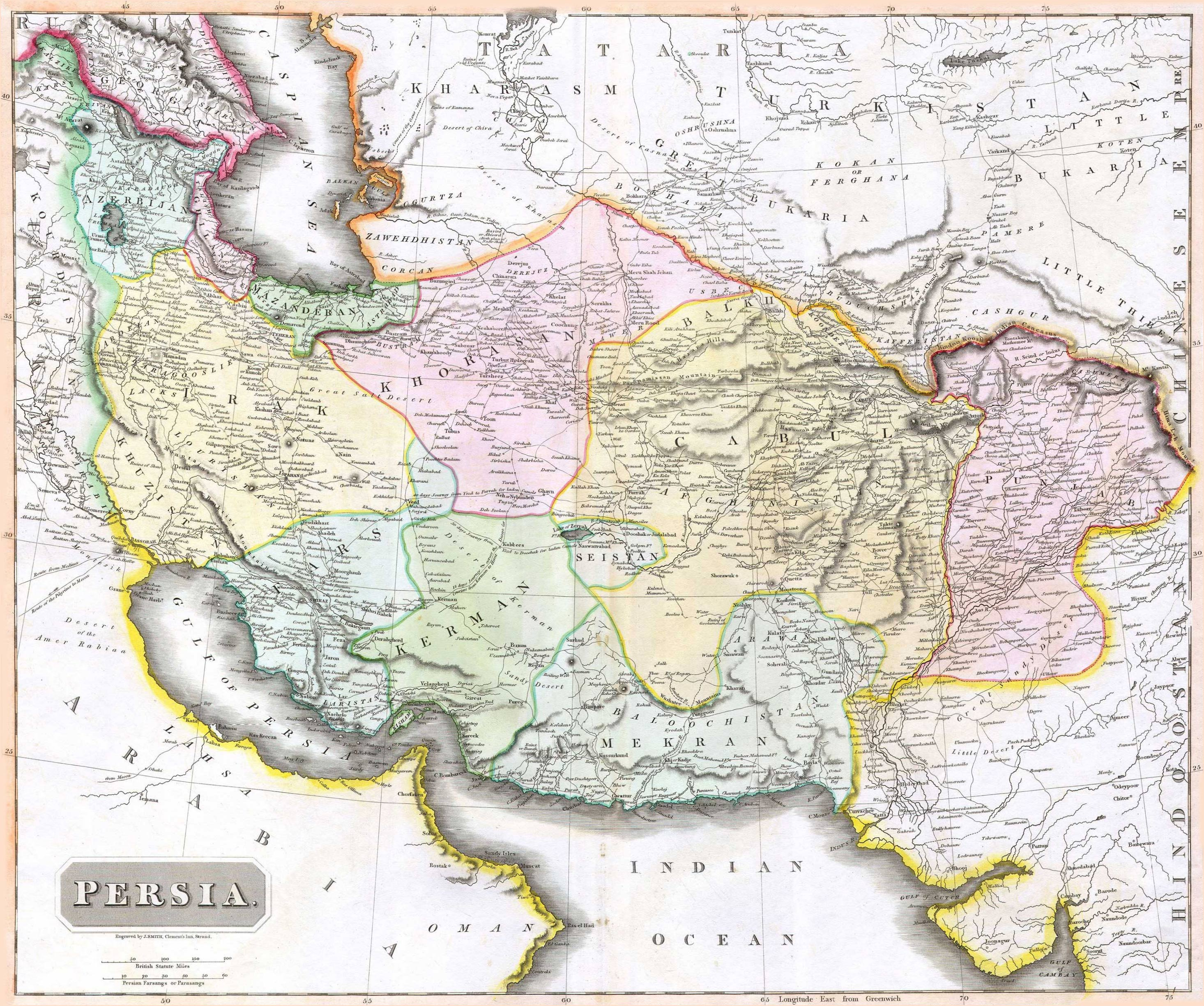
Persja w 1814 r.

## Przebieg

### Przyczyny konfliktu i pierwsza wojna brytyjsko-afgańska
Pokój adrianopolski oraz umacniający go traktat Unkiar-Iskielessi, którego tajny protokół wyciekł z tureckich źródeł, w oczach elit Francji i Wlk. Brytanii uczyniły z Turcji Osmańskiej „państwo wasalne” cara czy wręcz protektorat, jak to wyraził lord Heytesbury, brytyjski ambasador w Sankt Petersburgu – sułtan stał się „podległy rozkazom cara, jak książęta Indii poleceniom wydawanym przez Kompanię Wschodnioindyjską”. Oba kraje – a szczególnie Wlk. Brytania – zaczęły dążyć do ograniczenia wpływów rosyjskich. Nie chcąc dopuścić, aby autonomiczna Grecja pozostała kartą przetargową Rosji wobec sułtana, Brytyjczycy opowiedzieli się za grecką niepodległością.
Dalej stopniowa rosyjska ekspansja na tereny obecnego Uzbekistanu i Turkmenistanu była przyczyną niepokoju Brytyjczyków, dla których postępy rosyjskie zagrażały bezpieczeństwu „klejnotu w koronie” Imperium Brytyjskiego – Indii.
Chcąc wzmocnić swoją pozycję w regionie, Brytyjczycy siłą wynieśli do władzy w górskim Afganistanie marionetkowego władcę Szudżę Szaha w 1838 r., jednak z racji powszechnej wrogości i otwartych ataków na żołnierzy na ulicach Kabulu, musieli wycofać swoje siły w 1842 r., ostatecznie tracąc je w całości (około 4500 żołnierzy). Upokorzeni Anglicy musieli tymczasowo powściągnąć swoje ambicje, a Afganistan, szczególnie po powstaniu sipajów, był postrzegany jako państwo buforowe.

### Rosyjska ekspansja i druga wojna brytyjsko-afgańska

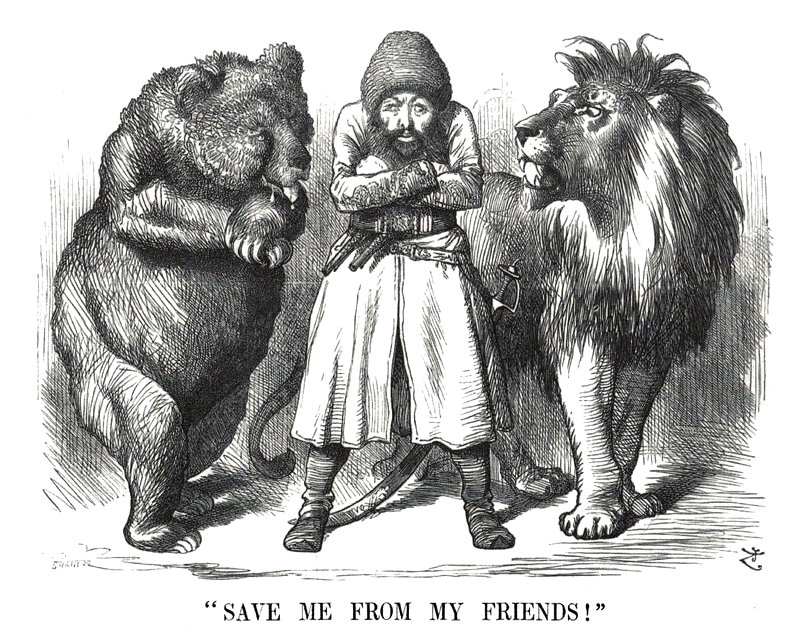
Karykatura przedstawiająca afgańskiego emira Szera Alego pomiędzy niedźwiedziem (Rosja) i lwem (Wielka Brytania). Podpis w języku angielskim głosi Chroń mnie przed przyjaciółmi

W tym samym czasie powolne postępy rosyjskie, które obejmowały ekspansję z Syberii na południe, nabierały rozpędu. W 1865 r. anektowano Chanat Kokandu, w trzy lata później to samo spotkało Samarkandę, a Emirat Buchary został wskutek traktatu pokojowego całkowicie podporządkowany Rosji. Tym samym Rosja stanęła u progu Afganistanu, czego nie omieszkał podkreślić ówczesny brytyjski premier, Benjamin Disraeli, proponując w liście do królowej Wiktorii „oczyszczenie Środkowej Azji z Rosjan i odrzucenie ich aż do Morza Kaspijskiego”.
Gdy w 1878 r. Rosjanie wysłali misję dyplomatyczną do Afganistanu, Anglicy domagali się przyjęcia podobnej misji z ich strony. Gdy emir Szer Ali odmówił, w odpowiedzi do Afganistanu wkroczyła 40-tysięczna armia, rozpoczynając drugą wojnę brytyjsko-afgańską. Gdy Szer Ali zmarł, jego miejsce zajął Abdur Rahman Khan, który podporządkował się brytyjskiej polityce zagranicznej, jednocześnie wykorzystując brytyjskie wpływy do scentralizowania władzy w państwie.

### Konflikt o Pandjeh i rywalizacja w Kaszmirze
W 1848 r. doszło do konfliktu granicznego między Rosją a Afganistanem, w rejonie afgańskiej oazy Panjdeh, która została (wraz z okolicznymi ziemiami) zajęta przez rosyjskich żołnierzy. Rosjanie podpierali się dawnymi żądaniami terytorialnymi do tego regionu przez anektowany Chanat Chiwy. W efekcie walk rosyjsko-afgańskich omal nie doszło do otwartej wojny między Rosją a Wielką Brytanią, którą jednak ostatecznie udało się zażegnać. Konflikt zakończyła wspólna komisja graniczna, która (bez udziału Afganistanu) postanowiła o zatrzymaniu przez Rosję rejonu Pandjeh.
W latach 1890–1891 Brytyjczycy, podejrzewając Rosjan o próby nawiązania kontaktów z małymi, na wpół niezależnymi państwami w Kaszmirze, zorganizowali wyprawę przeciwko księstwom Hunza i Nagar, podporządkowując je sobie.

### Ententa i podział stref wpływów

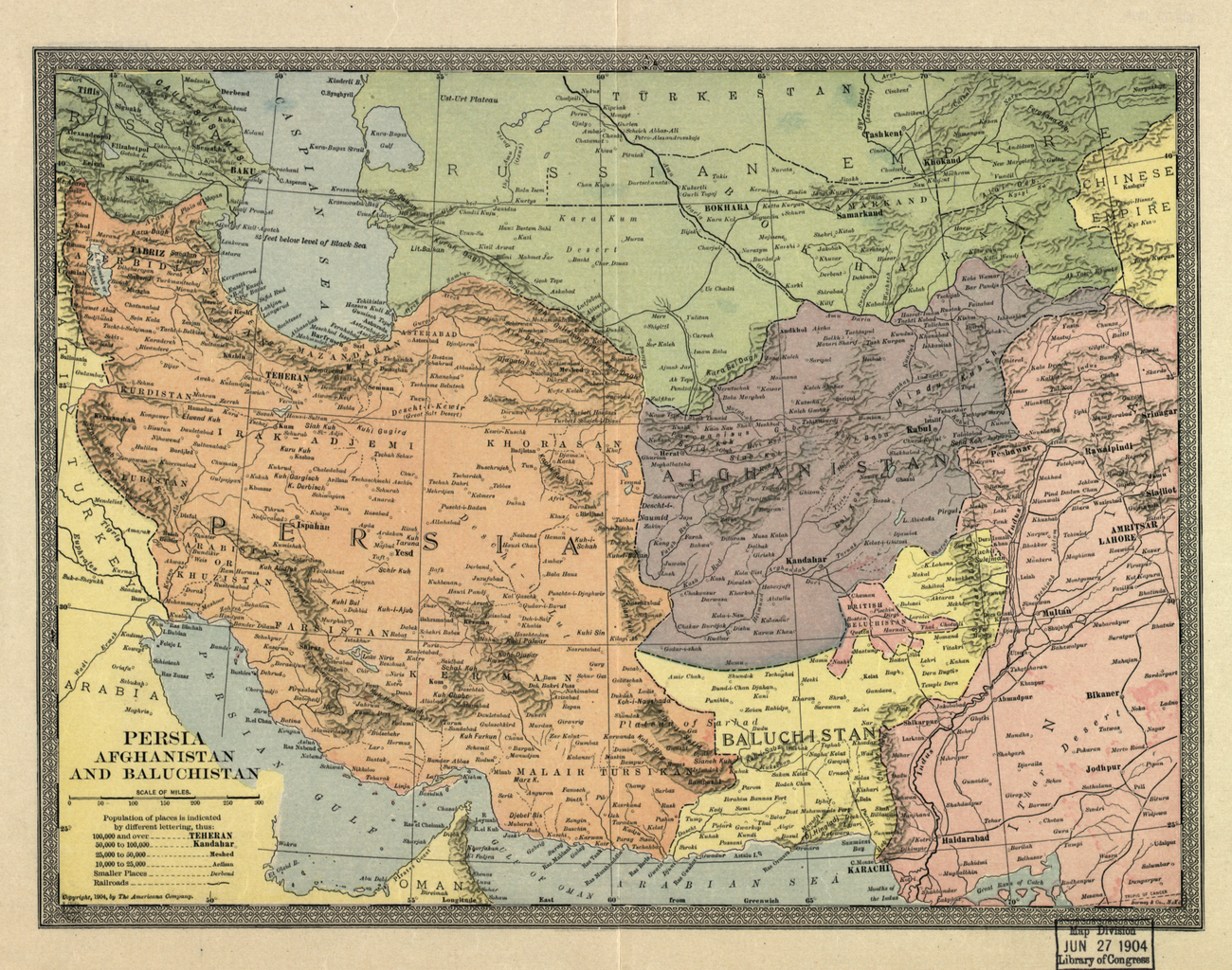
Azja Środkowa na mapie z 1904 r.

W efekcie porozumienia z 1907 r., które podłożyło fundament pod sojusz brytyjsko-rosyjski przeciwko Niemcom, doszło m.in. do podziału stref wpływów w Centralnej Azji. Ustalono, że Afganistan pozostanie pod wpływami brytyjskimi, jednak Brytyjczycy zobowiązali się do utrzymania obecnej władzy, a także do gwarancji co do rosyjskiej granicy z Afganistanem. Persja została podzielona na rosyjską strefę wpływów na północy, brytyjską na południu i pas buforowy pomiędzy. W kwestii Tybetu postanowiono o zachowaniu jego neutralnego statusu jako państwa buforowego, oraz zadecydowano o kontaktach z Lhasą poprzez władze chińskie, które w teorii zachowywały zwierzchność nad Tybetem.

### Trzecia wojna brytyjsko-afgańska, rywalizacja brytyjsko-sowiecka
W 1919 r. zamordowany został afgański monarcha Habibullah Khan. Jego syn, Amanullah, odrzucił brytyjską protekcję i zaatakował północną granicę Indii Brytyjskich. Choć sukcesy militarne były skromne, w efekcie traktatu z Rawalpindi Afganistan odzyskał samodzielność w polityce zagranicznej.
Fakt, że rewolucja bolszewicka anulowała większość porozumień międzynarodowych Rosji, doprowadził do ponownego konfliktu o sfery wpływów w regionie. Afganistan pod władzą Amanullaha starał się balansować między tymi państwami, w 1921 r. podpisując traktat o przyjaźni z Rosyjską Republiką Radziecką. Jednocześnie Amanullah przyjmował zarówno muzułmańskich uchodźców z ZSRR, jak i hinduskich nacjonalistów. Przyjął również tytuł padyszacha, chcąc podkreślić swoją chęć rozciągnięcia władzy na wszystkich Pasztunów, także tych po drugiej stronie linii Duranda (granicy między Afganistanem i Pakistanem).

## Kontrowersje
O ile istnienie konfliktu między mocarstwami w tym regionie jest niezaprzeczalne, krytyce poddawana jest popularnonaukowa koncepcja wielkiej gry jako rywalizacji siatek wywiadowczych, rozpowszechniona głównie przez literaturę przygodową.
W Myth and Reality in the Great Game, Gerald Morgan na podstawie analizy dokumentów z okresu Indii Brytyjskich stwierdza, że nie istnieją dowody na istnienie brytyjskiej siatki wywiadowczej w Azji Środkowej. W jego opinii, jeżeli chodzi o rywalizację wywiadowczą, w najlepszym wypadku były to pojedyncze, incydentalne działania ad hoc, a w najgorszym – wszystko to opiera się na plotkach.
Z kolei Malcolm Yapp, w The Legend of the Great Game, stwierdza, że Brytyjczycy terminem wielkiej gry określali bardzo różne rzeczy dotyczące ich ambicji i zainteresowań w Azji. Yapp twierdzi również, że głównym zadaniem, jakie stawiał przed sobą rząd brytyjski w Indiach było wzmocnienie kontroli nad ludnością lokalną, a nie konflikt z carską Rosją.

## W kulturze
Termin „wielka gra” został po raz pierwszy użyty w opisanym znaczeniu w 1840 przez brytyjskiego oficera Arthura Conolly’ego w jego korespondencji z ówczesnym brytyjskim rezydentem w Kandaharze Henrym Rawlinsonem, a spopularyzowany przez brytyjskiego pisarza Rudyarda Kiplinga, który opisał ją w powieści przygodowej pt. Kim.
W polskiej literaturze, wzmianki o rywalizacji brytyjsko-rosyjskiej w tym regionie pojawiają się w jednej z książek Alfreda Szklarskiego z serii o Tomku Wilmowskim – Tomek na tropach Yeti.